# Lotus aegaeus
Lotus aegaeus là một loài thực vật có hoa trong họ Đậu. Loài này được (Griseb.) Boiss. miêu tả khoa học đầu tiên.